# Mückenatlas
Der Mückenatlas kartographiert mit Hilfe privater Zusendungen die Verbreitung der Stechmückenarten in Deutschland. Das bundesweite Mitmachprojekt (Citizen Science) des Leibniz-Zentrums für Agrarlandschaftsforschung (ZALF) in Müncheberg, und des Friedrich-Loeffler-Instituts (FLI), Institut für Infektionsmedizin (Riems) (IMED) unterstützt seit April 2012 die wissenschaftlichen Arbeiten zum Stechmücken-Monitoring, das von den genannten Forschungseinrichtungen durchgeführt wird.

## Projekt
Gegenwärtig gibt es nur wenige gesicherte Daten über das Vorkommen und die Verbreitung der rund 50 (von weltweit etwa 3500) in Deutschland heimischen Stechmückenarten, von denen einige als Überträger von Krankheitserregern bekannt sind. Im Auftrag des Bundesministeriums für Ernährung, Landwirtschaft und Verbraucherschutz und des Robert Koch-Instituts untersuchen die beiden Forschungseinrichtungen ZALF und FLI die geografische und saisonale Verbreitung einheimischer Stechmückenarten.

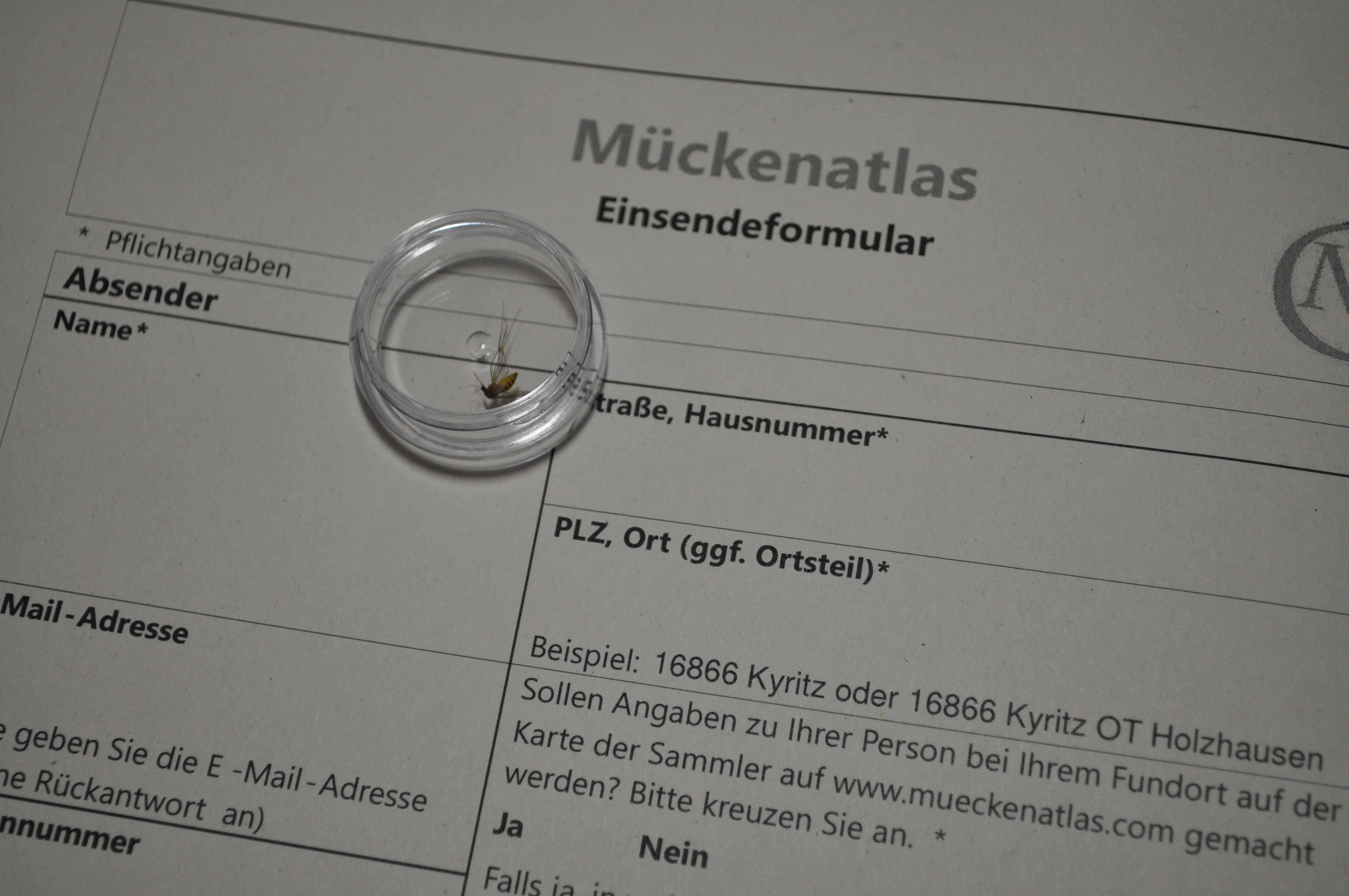
Stechmücken-Weibchen des Artenkomplexes Culex pipiens (Gemeine Hausmücke) und ein Einsendeformular

Interessierte Personen können als „Mückenjäger“ aktiv werden, das heißt, Stechmücken einfangen und zum ZALF einschicken. Nach der Auswertung durch die Wissenschaftler erhalten die Einsender Informationen über die Art und Lebensweise der eingeschickten Mücke. Außerdem werden die Fundorte im Mückenatlas veröffentlicht. Details zum Fangprozedere, zu Einsendungsmodalitäten, zu den Projekthintergründen sowie die Liste der Einsendungen und die Fundortnachweise können auf der Internetseite zum Projekt abgerufen werden. Die Angaben werden kontinuierlich aktualisiert. Auf Wunsch kann sich jeder Mückeneinsender namentlich registrieren lassen, um in die Liste bzw. in eine Deutschlandkarte, auf der die entsprechenden Fundorte verzeichnet sind, aufgenommen zu werden.

## Forschungsergebnisse

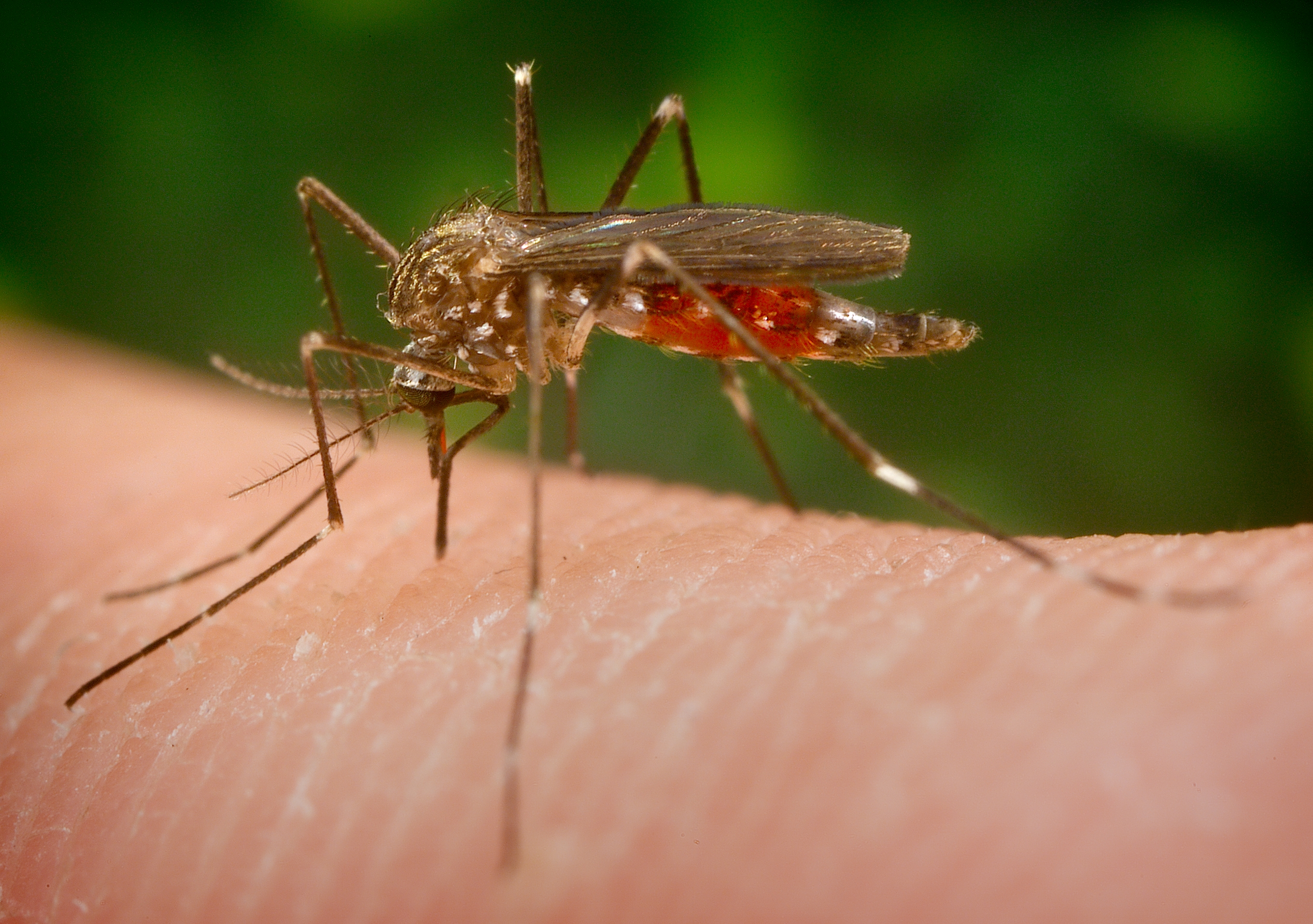
Asiatische Buschmücke

Mehr als 36.000 Teilnehmende haben dem Mückenatlas bisher mehr als 202.000 Stechmücken (Stand: April 2024) zur Verfügung gestellt. Nach Auswertung der über den Mückenatlas eingesandten Proben waren bereits bis Mitte 2015 insgesamt 40 Stechmückenarten in Deutschland belegt worden.
Dem Projekt gelang 2015 der erste Nachweis einer Koreanischen Buschmücke in Deutschland.
Unter den neuen, invasiven Arten verzeichneten die Wissenschaftler unter den Einsendungen für den Mückenatlas auch mehrere Exemplare der Asiatischen Buschmücke (Aedes japonicus). Mücken dieser Art wurden im nordamerikanischen Freiland mit dem West-Nil-Virus infiziert gefunden und sind experimentell für weitere Viren empfänglich. Untersuchungen der Forscher im Umkreis der über den Mückenatlas belegten Fundorte zeigten, dass sich diese Mückenart etwa zwischen Koblenz im Süden und Köln im Norden bereits auf einer Fläche von rund 2.000 km2 angesiedelt hat.
Im Rahmen des Projekts wurde das Vorkommen des Hundeherzwurms (Dirofilaria immitis) in Deutschland nachgewiesen.
Eine Erfassung von Zecken, Gnitzen, Kriebelmücken und Bremsen findet nicht statt, soll langfristig aber erfolgen.